# تیم ملی بسکتبال شیلی
تیم ملی بسکتبال شیلی،که توسط فدراسیون بسکتبال شیلی اداره می شود و تحت منطقه کنفدراسیون آمریکای جنوبی است.

## تاریخچه
در دهه ۱۹۵۰ شیلی یکی از بهترین تیم های ملی بسکتبال جهان را داشت. در سال های اخیر ، تیم ملی شیلی در درجه اول در مسابقات منطقه ای فیبا آمریکای جنوبی به رقابت می پردازد.